# Чащинська 1-я
Чащинська 1-я (рос. Чащинская 1-я) — присілок в Красноборському районі Архангельської області Російської Федерації.
Населення становить 11 осіб. Входить до складу муніципального утворення Алексєєвське сільське поселення.

## Історія
Від 2004 року входить до складу муніципального утворення Алексєєвське сільське поселення.

## Населення
| 2002 | 2010 |
| ---- | ---- |
| 17   | ↘11  |